# Ifitione
 Ifitione  o Ifizione è un personaggio dell' Iliade, poema di Omero  che narra la guerra di Troia, scaturita dal ratto di Elena, la sposa del re di Sparta Menelao, ad opera del principe troiano Paride. Egli viene nominato nel libro XX.

## Il mito
Ifitione era un capitano dell'esercito troiano, nel contingente dei Meoni guidato dai principi Mestle e Antifo, dei quali era zio: egli era infatti fratello minore del loro padre, re Talemene, e come lui un semidio essendo entrambi figli di Otrinteo e di Gigea, la ninfa della palude omonima. Combatté contro gli achei invasori della città di Troia, trovando la morte per mano di Achille. L'eroe acheo lo colse con la lancia alla fronte, uccidendolo: quindi infierì sul suo cadavere, passandovi sopra col carro.

### Fonti
- Omero, Iliade, libro XX.